# Assadabad (Iran)
Assadabad és una ciutat de l'Iran, a la regió anomenada el Djibal a 54 km al sud-oest de Hamadan i al vessant occidental dels Alwand Kuh. És capital d'un bakhs o comtat de la província (sharestan) de Hamadan. la seva població el 1951 era de 7.000 habitants.
Antiga estació de caravanes de la ruta Ecbàtana (després Hamadan)- Babilònia (després Bagdad). La ciutat ja és esmentada per Isidor de Carax com Adrapana. A la Taula de Peutinger se l'anomena Beltra.
A la rodalia hi va haver un establiment sassànida conegut en època àrab com Matbakh o Matabikh Kisra (Cuines de Còsroes) o com "Portic del címbal" (Ayvān al-Ṣanǰ) i suposadament hi va viure Shah Mardan, fill de Còsroes II. També s'esmenta la residència dels reis sassànides a Āzarmīḏdoḵt prop d'Asadābād.
La llegenda diu que va agafar el seu nom pel rei himiarita Asad ben Ḏi'l-Sarw que va fer una campanya al districte. La ciutat estava propera al lloc assenyalat pels geògrafs com Ḵondāḏ (Ḵonvāḏ), probablement la Onoadas de la Taula de Peutinger. Fou una ciutat prospera (almenys fins als temps dels Il-kan), per la seva condició d'estació caravanera i no va intervenir en els afers polítics. Disposava de bons mercats i les seves terres donaven alta producció pel rec dels canals que aportaven més aigua de la que es necessitava.
El 810/811 fou teatre d'una batalla entre els generals ʿAbd-al-Raḥmān ibn Jabala Abnāwī (al servei d'Al-Amín) i Ṭāher Ḏu'l-yamīnayn (al servei d'al-Mamun) aquest darrer fundador de la dinastia tahírida. El primer fou derrotat i mort i la província va passar a mans d'al-Mamun. Al segle xi fou disputada per la dinastia kurda dels hasanwàyhides entre faccions d'aquesta, i el 1023/1024 va passar al kakúyida daylamita ʿAlāʾ-al-dawla Moḥammad ibn Došmanzīār, que va emetre moneda en aquest lloc el 1024/1025 i 1025/1026. El 1029 fou saquejada per bandes d'oghuz i daylamites que van arribar fins a Hamadan.
El 1120 fou teatre d'una batalla entre el seljúcida de Mossul, Djazira i Azerbaidjan, Masud ibn Muhammad (i el seu atabeg Joyūš Beg) i el sultà seljúcida Mahmud ibn Muhammad contra el que s'havia revoltat. Mahmud residia a Esfahan i el seu general Ak Sunkur al-Bursuki fou el que va obtenir la victòria.
El segle xix ja havia entrat en decadència. Hi havia unes dues-centes cases algunes ocupades per famílies jueves. A més del seu nom els viatgers europeus l'esmenten com Absadabadh, Saidabadh i Sahadabadh.
Fou lloc de naixement de reformador i revolucionari Sayyed Jamāl-al-dīn Asadābādī Afḡānī. Modernament fou declarada capital de comtat.